# ニッコー (散弾銃)
ニッコー (NIKKO) とは、かつて日本に存在した散弾銃製造企業および、そのブランドである。

## 歴史

### 晃電社 (1933年-1961年)
ブランドとしてのニッコーの母体である晃電社(こうでんしゃ)は、1933年(昭和8年)、東京都大田区蒲田において小野吉三郎により有限会社晃電社製作所として設立された。1939年(昭和14年)には会社組織を株式会社に改め、大東亜戦争(第二次世界大戦)中は大日本兵器株式会社(現:コマツNTC)の協力工場として、主に大日本帝國海軍航空隊向けの航空機銃部品製造を分担、1945年(昭和20年)には工場機能を蒲田から栃木県栃木市薗部町に疎開し、同地で終戦を迎えた。
連合国軍占領下の日本における旧日本軍および軍需産業の解体により、晃電社は1947年(昭和22年)に「平和産業」への転換が図られ、民需産業の工場となった。しかし、連合国軍総司令部指令により1950年(昭和25年)に日本国内の猟銃生産が認可され、1938年(昭和13年)以来13年ぶりに国内市場に狩猟銃の供給が再開されると、晃電社は同年より直ちに民間向け猟銃の量産に着手した。これは市井に散在していた火縄銃以来の鉄砲鍛冶や、村田式散弾銃を手掛けていた銃砲店に所属するガンスミスによるオーダーメイド品を除いては、豊和工業やミロク、SKB工業、日本猟銃精機(フジ精機)、シンガー日鋼など後年の同業他社の何処よりも早い時期の参入であった。
元折式単身銃の生産開始は1952年(昭和27年)で、前年参入のミロクや日本猟銃精機に先を越されたものの、翌1953年(昭和28年)には晃電社も元折式単身銃および水平二連散弾銃の生産を開始、この時に「日光」に因んだニッコーの愛称が商標として登録され、初めて世に現れる事となった。
1956年(昭和31年)には上下二連散弾銃の試作に成功し、ほどなく量産を開始。これは日本の銃器史上初の事跡であり、再参入の時期の早さも相まって、後年同業他社を差し置いて「日本を代表する高級銃専門メーカー」と云われる所以ともなった。

### オリン晃電社 (1961年-1985年)
1958年(昭和33年)、晃電社は協和貿易物産のルートを通じてニッコー・ブランドの上下二連散弾銃の輸出を開始、北米市場ではニューヨークの コンチネンタル・アームズが輸入代理店となっていた。
この時、晃電社のニッコー上下二連の製造技術力に着目したのがアメリカ合衆国の銃器メーカー、ウィンチェスター-ウエスタン社を傘下に置いていたオリン・コーポレーションであり、早くも翌1959年(昭和34年)にはウィンチェスター-ウエスタン社経由で晃電社に対して資本および技術に関する業務提携を打診している。
1961年(昭和36年)、晃電社はウィンチェスター-ウエスタンの日本法人と対等合併し、社名を株式会社オリン晃電社として組織再編すると共に、従来のニッコー・ブランドと平行してウィンチェスターの上下二連散弾銃、ウィンチェスター M101のライセンス生産(OEM供給)を開始した。後年、1976年(昭和51年)にはM101の廉価版であるウィンチェスター M96、1978年(昭和53年)には水平二連散弾銃のウィンチェスター M23もライセンス生産された。なお、旧社名の晃電社の屋号は販売部門の社名として転用、株式会社晃電社として引き続き残され、販売部門には日本商事や三田商店などの国内の中小商社が協力企業として名を連ねていた。
オリンとの業務提携は晃電社の事業展開にとって非常に大きな追い風となった。提携以前の晃電社は銃工の技術力こそ高かったものの、その製造施設は旧態依然としたものであり、北米銃器市場の旺盛な需要に応えることは到底不可能な状況であったが、オリンは数百万米ドルに上る巨額な設備投資を行い、ウィンチェスターのコネチカット州ニューヘイブン工場に匹敵する生産能力を晃電社にもたらした。その一方でオリン晃電社はオリンとの業務提携時の条件の一つであったとされる「（米オリンの資産でもある栃木工場で平行生産される）ニッコー・ブランドの散弾銃は、原則として日本市場のみに提供し、日本国外への輸出は行わない。」という条項を事実上無視するに等しい事業展開を行ったとされる。当時のウィンチェスター散弾銃のラインナップは、M101が中級価格帯の位置付けであった為、栃木工場に入荷する銃床材のフランス産クルミのうち、最も木目の良い部分は国内向けの最高級価格帯商品であるニッコー グランデー等の為に先に使ってしまい、M101には残りの部分を使用するなどの行為が行われていたが、オリンやウィンチェスターの米国法人から直接派遣される米国人従業員は僅か2人しかおらず、1960年代の最盛期には400名の日本人従業員が銃器生産に従事した栃木工場内の状況を仔細に渡って監視する事は到底不可能であった。

#### ニッコー・アームズ (1970年-1981年)
オリン晃電社は米オリンとのニッコー・ブランドに関する制限条項を回避する為に、更なる奇策に打って出た。1970年(昭和45年)、栃木工場内に「オリン晃電社の姉妹企業」という形で株式会社ニッコー・アームズを設立し、「ニッコー・ブランドの散弾銃は全て(米オリンとは直接は関係が無い)ニッコー・アームズが製造したもの」という構図を持ち込んだのである。ニッコー・アームズは米オリンからもたらされた技術情報を参考に、新型の上下二連散弾銃のニッコー シャドウを開発し、日本国内のみならず、北米を含む世界各国に輸出を行った。米オリンは自らが提供した設備や技術情報を元に、オリン晃電社が当初の契約を空文化した世界展開を行っている事実を把握していたが、米オリンもまたオリン晃電社の技術力と生産能力を必要としており、事実上黙認の状態であったという。
ともあれ、ニッコー・アームズの上下二連散弾銃は、本質的にはオリン晃電社が製造するウィンチェスター上下二連散弾銃と極めて類似したものであり、尚且つウィンチェスターよりも銃床の木目が精緻で最終仕上げも豪奢であった事から、今日でも北米では希少なヴィンテージの高級品としての評価を受けている。
ニッコー・アームズの輸出及びOEM供給先は前述のコンチネンタル・アームズのほか、日本の総合商社である兼松江商がイリノイ州アーリントンハイツにて展開したゴールデン・イーグルブランド(1974年-1982年)、ワシントン州タコマの銃砲店トレードウインズ(1971年-1972年)、丸紅米国法人がニューヨークで展開したミイダブランド(1972年-1974年)、ユタ州ソルトレイクシティでニッコー・ブランド輸入代理店を務めたインターナショナル・スター・コマース社(ISCC、?-1982年)とムーア・サプライ社(?-1981年中期)、カリフォルニア州ロサンゼルスに設立されたニッコー米国法人(?-1981年12月)、サベージ/フォックスブランドでニッコーのガスオートとレピーター(ポンプアクション)を販売したサベージ・アームズ(1981年-1982年)、同じくガスオートを販売したチャールズ・デイリー・ファイアーアームズ(?-1980年代初頭)とカスナー・インポート社(?-1980年代初頭)、テッド・ウィリアムスのバッジネームでウィンチェスター M101を販売したシアーズ・ローバック(?-1978年)、ハイスタンダード スーパーマチックの商標で上下二連及びガスオートの輸入を行ったハイスタンダードなど、10数社に及ぶ。
その中でも規模、期間からもニッコーの世界有数の取引先であったのが、ロイ・ウェザビー率いるウェザビーであった。.460ウェザビー・マグナムなど大口径マグナム弾を用いるカスタム・ライフル作りで著名であったウェザビーは、1969年(昭和44年)に散弾銃事業に参入し、同年よりイタリアのブレシアに本拠を置くアンジェロ・ゾリ社に上下二連、日本のKTG工業に半自動式散弾銃や22口径小銃を担当させていたが、ニッコーは1972年(昭和47年)よりKTG工業に代わりウェザビー センチュリオンガスオート、翌1973年(昭和48年)からはKTG工業と分担でウェザビー パトリシアンレピーターをOEM供給するようになった。しかし、1970年代に欧州でインフレーションが進行すると、アンジェロ・ゾリ社の製造するウェザビー リージェンシー上下二連散弾銃が製造原価割れを起こしかねない状況となってしまい、1978年よりニッコーが製造する上下二連散弾銃を新たにウェザビー オリンピアンとして販売する事となった。
ニッコーの海外展開で他に特筆に価するものは、ゴールデン・イーグル社との大口径ライフルの共同開発であろう。ニッコーは1971年(昭和46年)には、KTG工業とのOEM元交代という形でウェザビー マークXXII小口径半自動ライフルの製造にも関わっており、ライフルについてもある程度の実績を有していたが、1974年(昭和49年)のゴールデン・イーグル社設立前後から、それまで国内では豊和工業の独壇場であった大口径ライフルへの進出を模索し始め、1976年(昭和51年)にボルトアクションライフルのニッコー M7000 ゴールデンイーグルを発売した。M7000はモーゼルM98タイプの1ピース・コックオン・オープニングのターンボルトを有していたが、ロッキングラグがリー・エンフィールドのようにボルトの後方、ボルトハンドル付近に集中して配置されており、薬室に挿入されるボルトフェイスにはロッキングラグが一つもない事が最大の特徴である。このようなモーゼルとエンフィールドを折衷したような構造自体は、1966年(昭和41年)にデンマークのシュルツ・アンド・ラールセンによりシュルツ&ラールセン M68DLとして発表されていたが、ニッコーはこれに特許取得の調整式トリガーシステムを組み合わせる事で市場へのアピールを図った。この引金機構は、生産銃の大半にはシアーの掛かり具合を任意に調整する事でトリガープルを変化させられる、チムニー・トリガー 社等のアフターマーケット品のトリガーシステムと機能性ではあまり変わらないものが装着されていたが、特許取得の段階では二重式のシングルトリガーで安全性とトリガープルの軽さを両立する機能を備えており、これはニッコーの代理店の一つでもあったサベージ・アームズが2002年(平成14年)に発表した、アキュトリガーシステムとほぼ同じものであった。M7000の安全装置はトリガーのみを固定する2ポジション方式で、Kar98kの旗安全器のようなボルトを固定する機能は実装されていない。給弾は3発箱弾倉を用いたが、フロアプレートを開けてから弾倉を挿入するという、やや珍しい形式を採っていた。口径は.22-250レミントン弾のような小口径弾から、.30-06スプリングフィールド弾のようなごく一般的なものを経て、.338ウィンチェスターマグナムのような強力なマグナム装弾まで幅広く取り揃えられていたが、M7000にはアフリカンと呼ばれるビッグゲーム・ハンティング向けのグレード(エレファント・ガン)が用意されており、M7000アフリカンには.375 H&Hマグナムや.458 ウィンチェスターマグナムといった、サファリハンティングでも最も危険なビッグファイブ・ゲームと呼ばれる獲物を狙う際に用いられる、極めて強力な装弾も用意されていた。これは2008年(平成20年)に豊和工業が豊和M1500に.375ルガー弾を加えるまでは日本製の小銃では最大の口径であり、『Bolt Action Rifles』誌のレビュアーであるフランク・デ・ハースは、「S&L M68やウィンチェスターM70などの手法を模倣している点は多いものの、大口径マグナム弾を前提に設計された、本質的に頑強で信頼性に足る機構を持つライフルである。単なるデッドコピーではなく、M68DLでは4つであったロッキングラグを5つに増やし、反動ラグやボルトストップラグなど他のボルトアクションで用いられている機構を取り入れて正常に進化させている点は評価に値する。」と評していた。
M7000は西ドイツを含むヨーロッパで'、ウィンチェスターGmbHによりウィンチェスター M777として1980年代初頭まで販売されており、1977年(昭和52年)にはその特徴的な外見の意匠登録も行うなど長期的な世界展開にも強い意欲を見せており、ニッコーは文字通り民間向け銃器の総合メーカーとしての実績を積み上げつつあった。Blue Book of Gun Valuesによると、米国側関係者はオリン晃電社とニッコー・アームズが並立していた状況を「デュアル・ファクトリー(二重工場)」と評していたという。
なお、オリン晃電社はこの時期銃器の開発は活発に行っていたが、新SKBやミロクのようにクレー射撃の射撃場経営には進出しなかった。オリン晃電社が本拠を置いた栃木市内に、同じニッコーの屋号を冠したニッコー栃木綜合射撃場が存在するが、両社には資本関係は無かったとされる。

### オーケー工業(1985年-1991年)
しかし、オリン晃電社とニッコー・アームズの「二重工場」の成長も長くは続かなかった。
1970年代に相次いだ銃砲刀剣類所持等取締法の改正により、日本国内の新銃販売数が1975年(昭和50年)をピークに、1978年(昭和53年)にはほぼ半数にまで激減してしまい、加えて円高不況により過度の輸出依存体質が顕著となっていた日本の銃器メーカーの経営を圧迫する事態が進行していた。そんな中、1979年(昭和54年)にオリン晃電社は債務超過に陥り、商法上の会社整理手続を申請（整理会社）して事実上の倒産状態となった。
日本国内の新銃販売数が1975年と比べ約13%という壊滅的な需要縮小が発生した1980年にはKTG工業が倒産、翌1981年(昭和56年)にはSKB工業も倒産し、同年に経営再建を目指していたオリン晃電社も操業を停止。ニッコー・アームズを始めとする晃電社系列の会社も全て共倒れの状態となってしまい、銃器ブランドとしてのニッコーはこの時終焉を迎えることとなってしまう。これにより、ウェザビーを始めとする旧ニッコー・アームズのOEM供給先企業は、散弾銃事業の一時休止または撤退、或いは新たなOEM供給元を選定する対応に追われる事となった。
米オリンは栃木工場が解体される事態を阻止するため旧オリン晃電社を救済し、1985年にはオーケー工業株式会社(OK工業)に商号変更した上で、ウィンチェスター散弾銃のOEM供給事業のみを継続させる事となった。KTG工業は経営再建に成功してウェザビーの半自動散弾銃及び小口径小銃の製造を1989年(平成元年)まで引き継ぎ、SKB工業は新SKB工業として再編され、1984年(昭和58年)からウェザビーの上下二連散弾銃のOEM供給先に選定されたが、その一方でオーケー工業の生産規模は最盛期の7割弱まで縮小され、ニッコー・ブランドの復活もついに成される事はなかった。ニッコーがその開発に心血を注いだM7000ゴールデンイーグルも、ニッコー・ブランドの終焉と共に製造終了となった。
国外銃器メーカーへのOEM供給はオーケー工業時代にも行われていたが、ニッコー・ブランドの独自経路での輸出ではなく、飽くまでも米ウィンチェスターと業務提携が行われている企業に対する、ウィンチェスター散弾銃のバッジエンジニアリング供給という形態でしかなかった。この時期のOEM供給先は、化学メーカーの レグナント・ケミカル・アンド・リサーチ 社がニュージャージー州ミドルセックスで展開したパーカー・リプロダクションズブランド(1984年-1989年)と、ミズーリ州セントルイスでクラシック・ダブルスブランドで水平二連散弾銃の輸入事業を行っていたクラシック・ダブルス・インターナショナル社(1987年-1990年)などであったが、1985年のプラザ合意以降円相場の円高が急激に進んだ事で採算が取れなくなり、1987年(昭和62年)10月、ブラックマンデーで米国内経済が混乱に陥る中で米オリンはついに日本での製造を諦め、この月を最後にオーケー工業からの北米輸出を停止した。米ウィンチェスターが主導する形で行われていたパーカー水平二連のレプリカ事業もこの時終焉を迎えたが、米オリンはパーカー・リプロダクションズの顧客に対しては「栃木工場(オーケー工業のこと)が自動車部品の製造に転業し、銃器製造から撤退する為に製造継続が不可能になった。」とアナウンスしたという。
オーケー工業の経営権はこの時米オリンの手から離れ、旧晃電社時代の経営陣に買い戻される形で存続した。そして引き続きクラシック・ダブルス及び国内向けに細々と出荷を続けていたが、1991年(平成3年)に操業を完全に停止し、栃木工場は閉鎖された。2010年(平成22年)、旧オーケー工業は清算を完了したが、その広大な跡地利用を巡る問題は、その後も「旧オリン晃電社跡地購入問題」として、日向野義幸率いる栃木市政に暗い影を落とす事になった。
オーケー工業の法人番号記録上は法人登記の抹消などの履歴は特に記載されておらず、清算完了後も法人格そのものは2017年現在も引き続き存続しているものとみられ、その跡地も建物などは廃業当時のままの状態になっている。

## その後
2017年現在も、晃電社及びニッコーが製造した散弾銃・ライフルは日本を始め世界各国に多数が現存しており、特に元折式散弾銃はオールド・ウィンチェスターの特徴を色濃く残すものとして、よく保存が行われている。
ニッコーからウェザビー上下二連のOEMを引き継いだ新SKB工業は、2004年(平成16年)にOEM供給から撤退し2009年(平成21年)に廃業、2007年以降はイタリアの ファウスティ・ステファノ 社が製造を担当している。
ウェザビーのポンプアクションと半自動散弾銃のOEMはKTG工業によってモデル名を変更しながら継続されたが、1989年(平成元年)を最後に製造終了となり、ポンプアクションは2008年にトルコの ATAアームズ 社によるOEMで再開されるまで、20年近く系譜が途絶えたままとなっていた。半自動は1999年(平成11年)に新SKBのOEMにより再参入が行われたが、2002年(平成14年)に軍用散弾銃のヴァルトロ PM-5で著名なイタリアの ヴァルトロ 社に製造が移り、2008年以降はトルコのATAアームズ製となった。
ウェザビー マークXXIIのOEM供給は、ニッコー・アームズ倒産前の1979年にモスバーグ社により交替していた。モスバーグはニッコー・アームズよりも30%も安い価格で2万5千挺の供給を受託したものの、予定製造数や品質を十分に満足できない問題に直面し、この事態に激怒したロイ・ウェザビーにより1983年(昭和58年)に契約解除に追い込まれた。モスバーグとの提携解消後、ロイは直ちにウェザビー マークVやウェザビー バンガードのOEM供給を受託中だった豊和工業に連絡を取り、1988年(昭和63年)にモデルが廃止されるまでマークXXIIのOEM供給を継続させた。豊和工業は翌年の1984年(昭和59年)にマークVの1984年ロサンゼルスオリンピック記念銃を1,000挺限定で製造した際、第1号がアメリカ大統領ロナルド・レーガンに買い上げられるなどの実績で、この時期ロイ・ウェザビーの篤い信任を得ていた時期であった。ウェザビーの22口径ライフルは、1988年以降永年ラインナップされていなかったが、2010年にアンシュッツのOEM供給によりマークXXIIの名跡が復活した。
ウィンチェスター散弾銃のOEMは、2017年現在上下二連はブローニング・アームズのベルギー工場で行われているが、レバーアクションのウィンチェスターライフルについては、1993年(平成5年)以降ミロクがその製造を担当している。ウィンチェスターのアイデンティティそのものであるレバーアクションの製造をミロクへ委託するに当たっては、ウィンチェスター社内でも飽くまでもニューヘイブン工場で自主生産すべきではないかとの異論も挙がったが、最終的にオリン晃電社の時代に日本人銃工の技術力の高さを見聞していた経験が決め手となったという。
クラシック・ダブルス・インターナショナルはオーケー工業より先に経営破綻したが、同社の経営者はオーケー工業から供給を受けていたクラシック・ダブルス M101の構造の優秀さを強く認識しており、オーケー工業破綻後の1993年(平成5年)にニューイングランド地方を中心に活動する銃器メーカー、コネチカット・バレー・クラシックス(CVC)社を立ち上げた。CVCはクラシック・ダブルス M101の設計をほぼ踏襲しながらも、メートル法規格のねじからヤード・ポンド法のインチねじに。鋼鉄製であった機関部と先台金具をステンレス鋼にそれぞれ設計変更し、CVC M101として製造を再開。1998年(平成10年)に操業停止に追い込まれるまで製造販売を行った。これが2017年現在、晃電社とニッコー・アームズが設計した銃器の系譜に直接連なる銃器が製造された最後の事例である。
日本国内では、新SKB工業のアフターサービスの継続にも貢献した坂上銃砲火薬店が、2000年代後半までニッコーのアフターサポートを継続していた事を、雑誌広告にニッコーの旧商標を掲げる形で公表していた。

## 構造上の特徴
ニッコー・アームズ成立後の晃電社の元折式散弾銃は、基本的にウィンチェスターの影響を極めて強く受けており、ウィンチェスター譲りの構造の頑強さのほか、安全性についても下記のような評価を受けていた。
64式7.62mm小銃の開発者の一人である伊藤眞吉は、1981年(昭和56年)に全日本狩猟倶楽部の会報『全猟』にオリン晃電社時代のウィンチェスター散弾銃について、幾つかの講評を寄せている。そのうち、水平二連のウィンチェスター M23は「開閉レバーと連動して動作するロッキングボルトが引金の作動をも制限する為、開閉レバーが僅かでも解放方向にずれていれば引金を引く事ができず、逆に引金を引いている際にはロッキングボルトが後退できなくなり開閉レバーが動かず薬室解放が不可能となる。従って『発射瞬時の薬室解放不能』と、『不完全閉鎖時の引金牽引不能』を両立した世界的にも珍しい『(構造上)安全な元折散弾銃』である。」と評しており、「自らの元折散弾銃が安全か否かを判定するには、ロッキングボルトが差し込まれる銃身側のダボに厚紙で詰め物をして引金を引けるか否かを試せばよい。引金が引けるものは発射瞬時の薬室解放、不完全閉鎖時の撃発が発生しうる危険性がある。」とも記述している。上下二連のウィンチェスター M101については、「1961年の登場以来20年近くM23と同じ構造が維持されてきたが、米国で装填の後に引金を引いたまま閉鎖して暴発(俗に言うスラムファイアを誘発)させた者がおりクレーム沙汰となった事が原因で、こうした使用法による暴発を防ぐ目的で、(1979年前後より)ロッキングボルトが直接引金の作動を制限する構造ではなく、トリガー・ディスコネクターを作動させて引金とシアーの連結を断つ構造に変更された為、『発射瞬時の薬室解放不能』と『不完全閉鎖時の引金牽引不能』の二つの安全性は失われてしまった。」と記述している。伊藤は「米ウィンチェスター本社から設計変更の指示を受けたオリン晃電社の技師は、『その様な(スラムファイアを誘発しうる)使用法は根本から間違っているので、(本質的なガン・セーフティを低下させかねない)設計変更は承伏しかねる』と抗議を行ったが受け入れられず、最終的に日本国内の射撃場の日本人シューターをつぶさに観察したところ、米国と同様に引金を引いたまま閉鎖する者が余りにも多かった為、渋々設計変更に同意した。」という逸話を紹介している程である。
英国でもオリン晃電社が製造したウィンチェスター M101のみならず、オリン晃電社がヨーロッパ市場向けに専用設計したウィンチェスター M6500やウィンチェスター M8500などは、2010年代に至っても未だ高い評価を得ており、1994年よりイタリアの マロッキ 社によりOEM供給されるも僅か数年で製造終了となり、信頼性や安全性に重大な問題を抱えていたのではと噂されたウィンチェスター M1001や、2001年に登場したブローニングのベルギー工場によるウィンチェスター シュープリーム、2004年以降に製造されたウィンチェスター セレクトシリーズなどと比較しても相対評価が高く、狩猟雑誌「シューティング・タイムス」のライターであるマイク・ジョージは、「オリン晃電社が製造した一連のウィンチェスター上下二連は、その後他のメーカーで製造されたウィンチェスターのどのモデルよりも優れており、今日に至るまで買い換えに適したモデルが存在しない為に、現在でも高い資産価値を有するとみなされている。今日販売されているブローニング製のM101は、本質的には内部構造はピエトロ・ベレッタのロッキングピン・アクションの影響を強く受けた前身のシュープリームやセレクトと同じであり、オリン晃電社製のM101の再来を期待した私は少し失望を覚えた。英国のオリン晃電社製M101のオーナーのいくらかが、買換対象としてやむなくミロクを選択するのも理解できる。」と評していた。
末期のオーケー工業が製造していたパーカー水平二連のレプリカは、19世紀に製造されたオリジナルのパーカー水平二連の設計を近代的な鉄鋼を用いて正確に再現しており、無煙火薬を用いた現在の散弾実包がそのまま使用可能となった上に、何よりもオリジナルのパーカー水平二連よりも製造数が少ない事から、パーカーの商標権を保有しているレミントン・アームズが2006年(平成18年)以降 コネチカット・ショットガン 社の委託製造で パーカー・ガンメーカーズ ブランドでの受注生産を続けている今日においても、オリジナルに匹敵する資産的価値が保障されたものになっており、米国では英国、イタリア、スペインなど欧州の高級水平二連に劣らぬ格式を持つ銃と見なされているという。パーカー・ブラザーズは米国で最も初期に水平二連を量産した銃器メーカーの一つであり、19世紀当時の米国の一般消費者でも十分に購入可能な価格で高品質な銃器を提供した事で知られており、パーカー・リプロダクションもコレクター団体の間ではオリジナルと同様のコレクタブルな価値を認められている。

## 製造モデル
下記は原則として、ニッコー・アームズ設立後の二重工場体制以後のものについて記述しており、ウィンチェスター以外のOEM品はニッコー・ブランドに該当するモデルが存在しないもののみ併記した。

### 上下二連
ニッコーの上下二連銃は、原則としてコイルばねを用いたボックスロック式のものがほとんどである。銃身セレクターは安全装置と一体式で、安全位置でなければ銃身切替ができない仕様である。射撃時の撃鉄切替えは多くは古典的な振り子式(イナーシャ・トリガー)の為、収納時等で空撃ちする際はセレクターを操作するか、銃床に軽く衝撃を与えて撃鉄を切り換えなければならない。引金は金めっき仕上げのものが多く、シャドウなど上級品には滑止のチェッカリング加工が施されていた。また、オプションで前後移動式引金も選択できた。上級品は照星に象牙を用いるなど、高級な材料を数多く使用していた。
- ニッコー ワールド カスタム(Nikko World Custom) - 極少数のみ製造されたというサイドロック（英語版）式上下二連銃。現存数はごくわずかとみられる。
- ニッコー グランデー カスタム(Nikko Grandee Custom) - ニッコーの最高級品。サイドプレート[注釈 13]仕様。グランデーとシャドウのみ、銃身のダボが機関部の底部を貫通するように差し込まれるのが特徴で、機関部に3箇所の嵌め合い孔が開けられている事で普及品との判別が可能である[64]。
- ニッコー シャドウ(Nikko Shadow) - ニッコーのクレー射撃競技銃の高級品。
  - M5500[65] - 摺動面にエンジンターン（英語版）加工が施された最上位品。「エアフロー・リブ」と呼ばれる側面に三段の白いストライプ塗装が施された13mmフローティング・セミワイドリブを銃身に備えており、機関部は黒染または窒化仕上で底面に「Shadow」のロゴ入り。グリップなどの木部には「スキップライン」柄[66]のチェッカリングが施されており、先台には金縁の細長い放熱孔が3つ設けられているのが特徴。ハイスタンダードではスーパーマチック シャドウ インディの名称で販売されていた[67]。
  - M5400 - 日本狩猟百科にモデル名のみ記載されているが、詳細は不明[1]。なお、海外にはM5500に装備されていたエアフロー・リブとスキップライン・チェッカー、放熱孔付き先台を持たず、機関部形状も銃身ダボが機関部底部を貫通しておらず、底面にもニッコーの屋号のみが英字で打刻されているM5000系やM2000系と同じ形状の機関部を用いたモデルが、ハイスタンダードではスーパーマチック シャドウ セブンの名称で販売されており[67][68]、ニッコー海外法人でも同様のモデルがニッコー シャドウの銘で販売されていた記録[69]が残っている。
- ニッコー M5000 - 主に輸出・OEM供給向けに作られたモデル。シャドウシリーズと類似した機関部形状であるが、シャドウのサブネームは与えられていない。
  - M5300[70]
  - M5200[71]
  - M5100[72]
  - M5000 - ニッコー・ブランドで輸出されたものはシャドウシリーズ[73]、他社へのOEM供給品はウィンチェスター M101[74]がベースとなっているものとみられ、同じモデル名でもエジェクター周りの構造が異なっている。
- ニッコー M2000 - 主に国内向けの普及モデル。シャドウシリーズと類似した機関部形状であるが、こちらもシャドウのサブネームは与えられていない。
  - M2500[75]
  - M2400[76]
  - M2300[77]
  - M2200[78]
  - M2100[79]
  - M2000[80]
- ニッコー スペシャル M199 (Nikko Special) - 1976年モントリオールオリンピックの日本選手団の為に製作された特別モデル。テストシューターがこの銃を用い、当時の200個撃ちルールにて199点をマークした事からこのモデル名が与えられた。M5000系の無彫刻黒染機関部に、グランデーと同形状の先台とモンテカルロコム付き銃床、開閉レバーにはやはりグランデーと同じく金象眼の王冠マークがあしらわれているという、他モデルにない特徴を持っている。海外には窒化処理仕上げでエングレービングが施された仕様も現存している[81]。
- ニッコー M8300[82][83] - 製造時期・仕向地不明のクレー射撃競技銃。海外に僅かな数の現存銃が確認できるが、いずれの銃も機関部形状はM5000系であり、上下銃身を接合するサイドリブを省略して軽量化しており、銃口はウィンチェスターのウィンチョーク(交換チョーク（英語版）)仕様という、クレー射撃競技銃でもかなり後年になって主流となった構造を採用している為、少なくともウィンチェスター M101にウィンチョーク仕様が追加された1981年前後[84]からニッコー・ブランド終焉までのごく僅かな期間しか製造されなかったものとみられる。
- ウィンチェスター M101 - ウィンチェスター初の上下二連。その設計にはジョン・ブローニングが設計した最後の銃であるブローニング スーパーポーズドが参考にされたともいわれる[85]。ピジョングレード(Pigeon Grade)と呼ばれる上位モデルもラインナップされていた。
  - ウィンチェスター M96 - 1976年に追加されたM101の廉価版。エクスパート(Xpert)のサブネームが与えられていた[86]。
  - ウィンチェスター M501 - 1981年に追加された最上位モデル。グランドヨーロピアン(Grand Europian)のサブネームが与えられていた[84]。M101シリーズはM501が追加された1981年以降は、1980年以前のモデル[87]と先台周りの形状が変更され、後述の欧州向けモデルと外見が同一になった。
  - 欧州向けモデル - 下記の三種類がラインナップされており、M101をベースにアメリカ人より体格が小柄なヨーロッパ人向けに銃身をはじめ各部に軽量化が施されていたとされる[59]。
    - ウィンチェスター M5500[88]
    - ウィンチェスター M6500[89]
    - ウィンチェスター M8500[90]
- ニッコー NT - ニッコー・ブランドにおけるウィンチェスター上下二連銃のバッジエンジニアリングモデル[注釈 14]。グリップに本象牙を用いたエンドキャップ[7]があしらわれている事が特徴。
  - NTK[91]
  - NTG[92] - ワイドベンチレーテッドリブ付き銃身、モンテカルロ・コム付き銃床、本象牙エンドキャップを装備したトラップ競技銃[7]。
  - NTW[93]
  - NTS - NTK、NTGが黒染の機関部なのに対して、NTSはNTWと同じく窒化処理仕上げとなっていた。
- ニッコー EVB (Nikko EVB) - NTシリーズと同じくウィンチェスター上下二連銃のバッジエンジニアリングモデル。NTシリーズと異なり、エンドキャップは黒色である。国内では上級品として「DX」モデルが存在[94]。海外では12番（英語版）仕様が「M712」[95]、20番仕様が「M720」[96]、410番（英語版）仕様が「M741」[97]などのモデル名が与えられており、M700という系列でありながらも他のモデルとは命名規則が異なっていた。EVBと同様の命名規則を持つモデルは下記の4種類の現存が確認できる。
  - M800[98]
  - M600[99]
  - M500[100] - M500系列は昭和30年代初頭の販売店向けカタログにも日光号普及型二連銃の型式番号としてM512の存在が記述されており、EVB系列のモデル名はニッコーの散弾銃でも大変古い時代の命名規則であった事が窺い知れる[101]。
  - M300[102]
- ニッコー グランデー(Nikko Grandee) - ウィンチェスター M101をベースに作られたとみられるサイドロック式上下二連銃。サイドプレート仕様のグランデー カスタムとは各部の形状が異なり、先台はNTシリーズ、開閉レバーには王冠の意匠は施されておらず、M5000シリーズやNTシリーズと同じく底面にダボの嵌め合い孔の無い機関部が用いられ、機関部側面に「MODEL GRANDEE」と金象嵌でモデル名が大きく打刻されている[103]のが特徴である。米国にはミイダ・ブランドでミイダ グランデーとして販売された個体も現存している為、製造はミイダ・ブランドが展開された1970年代前半のみであったとみられる[104]。

### 水平二連
銃器の歴史上、英国で殆どの機構が発明された元折水平二連銃は本質的に製造・量産が難しい形式とされているが、ニッコーは国内他社が数多く手掛けた一段ダボ(単一止め)の普及価格帯の製品をあまり製造せず、専ら複雑で量産が困難な形式を手掛けた事が特徴である。

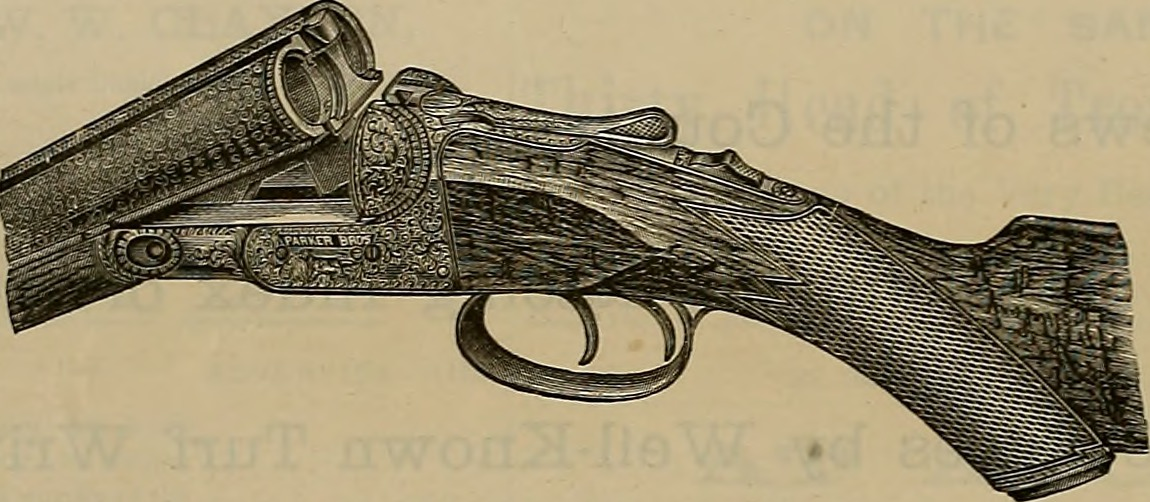
『ブリーダー・アンド・スポーツマン』誌(1893年)に掲載されたドールズ・ヘッドを持つパーカー水平二連。ニッコーはこれと同じ構造のパーカーのリプロダクションに挑んだ。

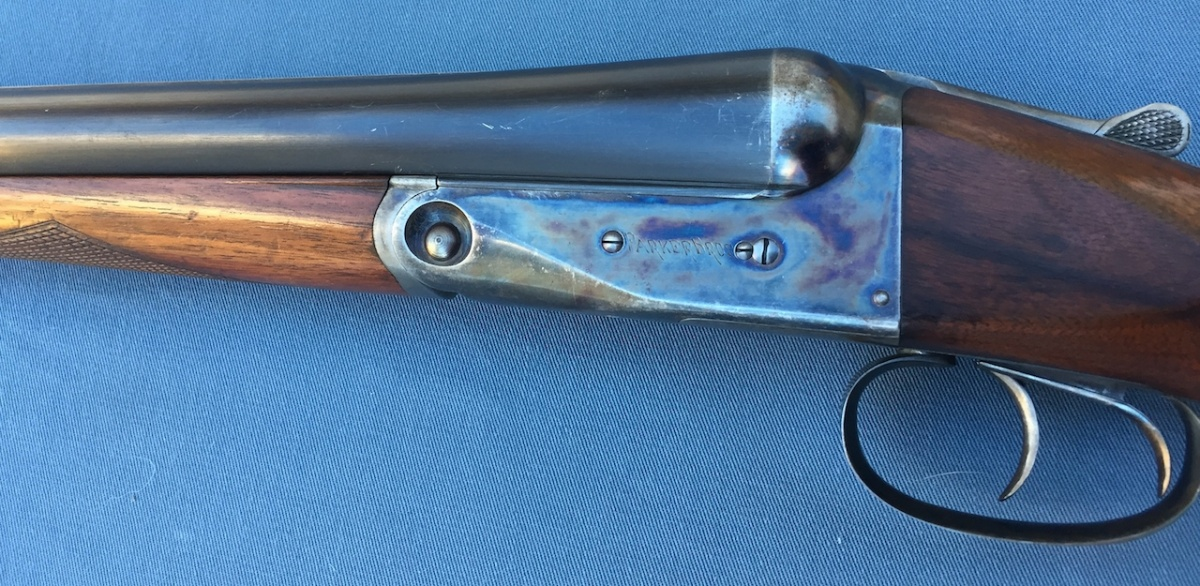
パーカー水平二連の最廉価版、パーカー・トロイ。ニッコーはトロイのリプロダクションは行わなかったが、その機関部構造はクラシック・ダブルス M201に幾つかの共通項が見られた。

- ウィンチェスター M23 - ニッコー・ブランドでもニッコー M23として販売されていた[106]。閉鎖機構はオーソドックスな二段ダボ(二重止め)方式。
- パーカー・リプロダクション - 閉鎖機構に英国のウェストリー・リチャーズ（英語版）が発明したドールズ・ヘッド(人形首)方式を採用した、パーカー・ブラザーズ社の高級モデル[107]の再生産に挑んだもの。機関部と銃身を複雑な形状のほぞ継ぎで固定するドールズ・ヘッドは、W.W.グリーナー（英語版）が発明したグリーナー・クロスボルト(横栓三重止め)方式よりも遙かに生産の難易度が高いとされており、その独自性と摺り合わせ調整の難しさからオリン晃電社がリプロダクションに成功するまでは「機械的な量産は至難の業」とまで云われていたとされる[37]。パーカー水平二連のコレクター団体であるパーカー・ガン・コレクターズ・アソシエーション(PGCA)によると、オリジナルのパーカー水平二連は10種類の等級で区分されたドールズ・ヘッド方式のものと、ドールズ・ヘッドを省いて製造されたパーカー・トロイと呼ばれる最廉価版が存在したが、パーカー・リプロダクションではこの11等級のうち第2等級のA-1、第5等級のBH、第7等級のDHの3種類が無鶏頭（英語版）・エジェクター付モデルとして製造され、交換チョーク（英語版）モデルや軟鉄散弾（英語版）対応モデルなども用意されていたが、価格が非常に高価であった為、オーケー工業倒産後も1997年頃まで在庫品が販売されていたという[108]。
- クラシック・ダブルス M201 - ウィンチェスター M23をベースに、二段ダボ方式を改良した独自の閉鎖機構を備えたモデル[109][110][111]。オーケー工業の末期に設計された為、上下二連のM101と比較して非常に少数しか製造されず[112]、CVC社での再生産も行われなかった。なお、本銃の閉鎖機構は二段ダボの一段目にロッキングラグを兼ねるエジェクター操作ラッチを設けているという点がパーカー水平二連と類似しており、製造コスト削減の為に上級グレードで用いられていたT字型のドールズ・ヘッド構造[113]を省いて製造されたパーカー・トロイの手法[114]も参考にして設計されたものとみられる。

### 半自動・ポンプ
ニッコーはKTG工業と共同でウェザビーのOEM供給を手掛けていた事もあり、ニッコー・ブランドでの半自動式やポンプアクションも製造していたが、専ら輸出・OEM供給向けに製造された為、その知名度は低い。
- ニッコー シャドウ F-1(Nikko Shadow F-1) - ウェザビー センチュリオンやサベージ/フォックス FA1[13]のニッコー・ブランド版とみられる半自動式散弾銃[115]。ハイスタンダードではスーパーマチック シャドウの名称で販売しており、シャドウM5500と同じ「エアフロー・リブ」の意匠を持つワイドリブを装備して販売されていた[67][116]。
  - ニッコー オート M1000(Nikko Auto M1000) - シャドウ F-1の後継とみられるモデル。機関部に唐草模様が刻印された個体と[117]、黒染無彫刻で機関部右側面に「NIKKO M-1000」とのみ打刻された個体が現存している[118]。
  - ニッコー ウッドランド マークXII(Nikko Woodland Mark-XII) - オート M1000の後継とみられるモデル。黒染無彫刻で機関部右側面に「WOODLAND MARK-XII」、左側面に「NIKKO」とのみ打刻されている個体の現存が確認できる[119][120]。なお、1970年代当時の米ウィンチェスターにはウィンチェスター M1400及びウィンチェスター M1500ガスオートが存在した[121]為か、上記三種のガス圧作動方式半自動散弾銃のウィンチェスター・ブランドでの販売は確認されていない。
- ニッコー マグナムハンター III(Nikko Magnum Hunter III) - ウェザビー パトリシアンやサベージ/フォックス FP1[13]のニッコー・ブランド版とみられるポンプアクション式散弾銃。3インチマグナム装弾対応。ウッドランド マークXIIと同時期に販売されていたとみられるもので、黒染無彫刻で機関部右側面に「MAGNUM HUNTER III」とのみ打刻された個体が現存している[122]。当時の米ウィンチェスターにはウィンチェスター M1200が存在した為か、本銃のウィンチェスター・ブランドでの販売は確認されていない。

### ライフル

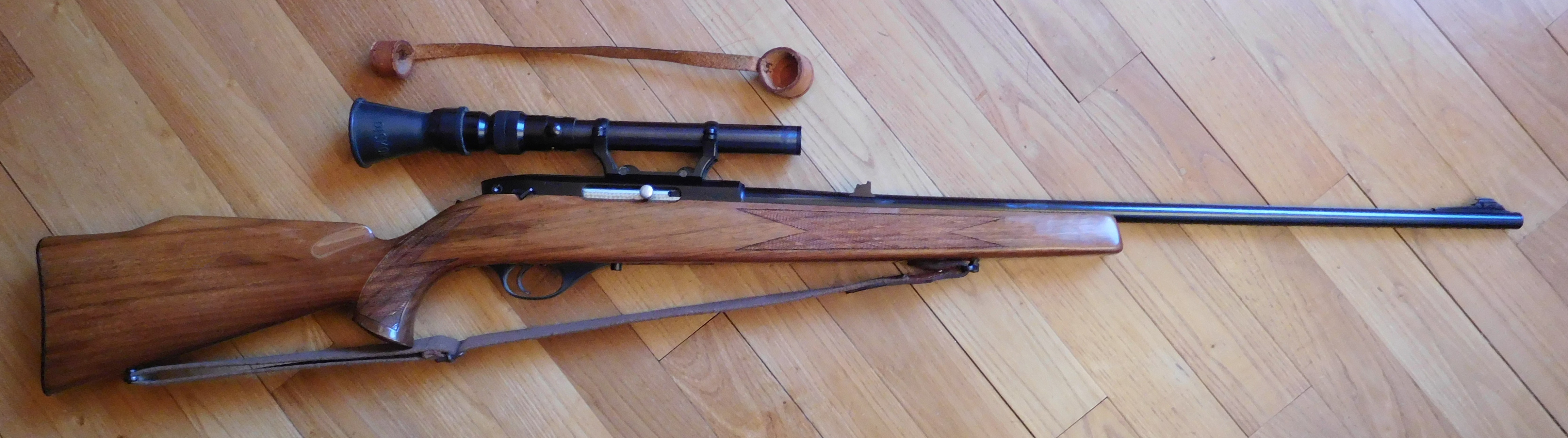
ウェザビー マークXXII

- ゴールデンイーグル M7000[123] - 本銃の設計はゴールデンイーグル社のマリオン・M・ロビンソンである[30][34]。
- ウェザビー マークXXII - 本銃は元はピエトロ・ベレッタにより設計されたもので、ニッコーはKTG工業と分担してOEM供給を担当した[49]。